# Theo Bitter
Theodorus (Theo) Bitter (Den Haag, 16 december 1916 – aldaar, 13 februari 1994) was een Nederlands graficus, kunstschilder en tekenaar die gerekend wordt tot de Nieuwe Haagse school. Naast tekenen en schilderen hield hij zich bezig met monumentale kunst, textielontwerpen en boekillustratie.

## Leven en werk
Bitter volgde zijn opleiding aan de Koninklijke Academie van Beeldende Kunsten in Den Haag, waar Henk Meijer (1884-1970) en Arnold Smith zijn leraren waren. Later van 1946-1960 gaf hij zelf les aan dezelfde academie. Hij werkte in Den Haag, Oslo, Lecce en later weer in Den Haag, waar hij woonde in het Artiestenhofje aan de Trompstraat.
Hij schilderde, tekende en aquarelleerde familieportretten in een naïeve stijl; vissers op zee in een abstract-expressionistische stijl; landschappen in abstracte stijl en figuren in neoabstracte stijl. Bitter was medeoprichter van Verve en Fugare en lid van de Pulchri Studio en de Haagse Aquarellisten. Hij werkte samen met Dirk Bus.

## Prijzen
Bitter ontving in 1949 de Jacob Marisprijs voor schilderkunst.

## Leerlingen
Bitter gaf les aan: Margreet van Dulmen, Hubert Herberghs, Leonie Kording, Ronnie Meerts, Hendrik Oostenbrink, Piet Smissaert en L.D. Verkouteren.